# アイシャドー

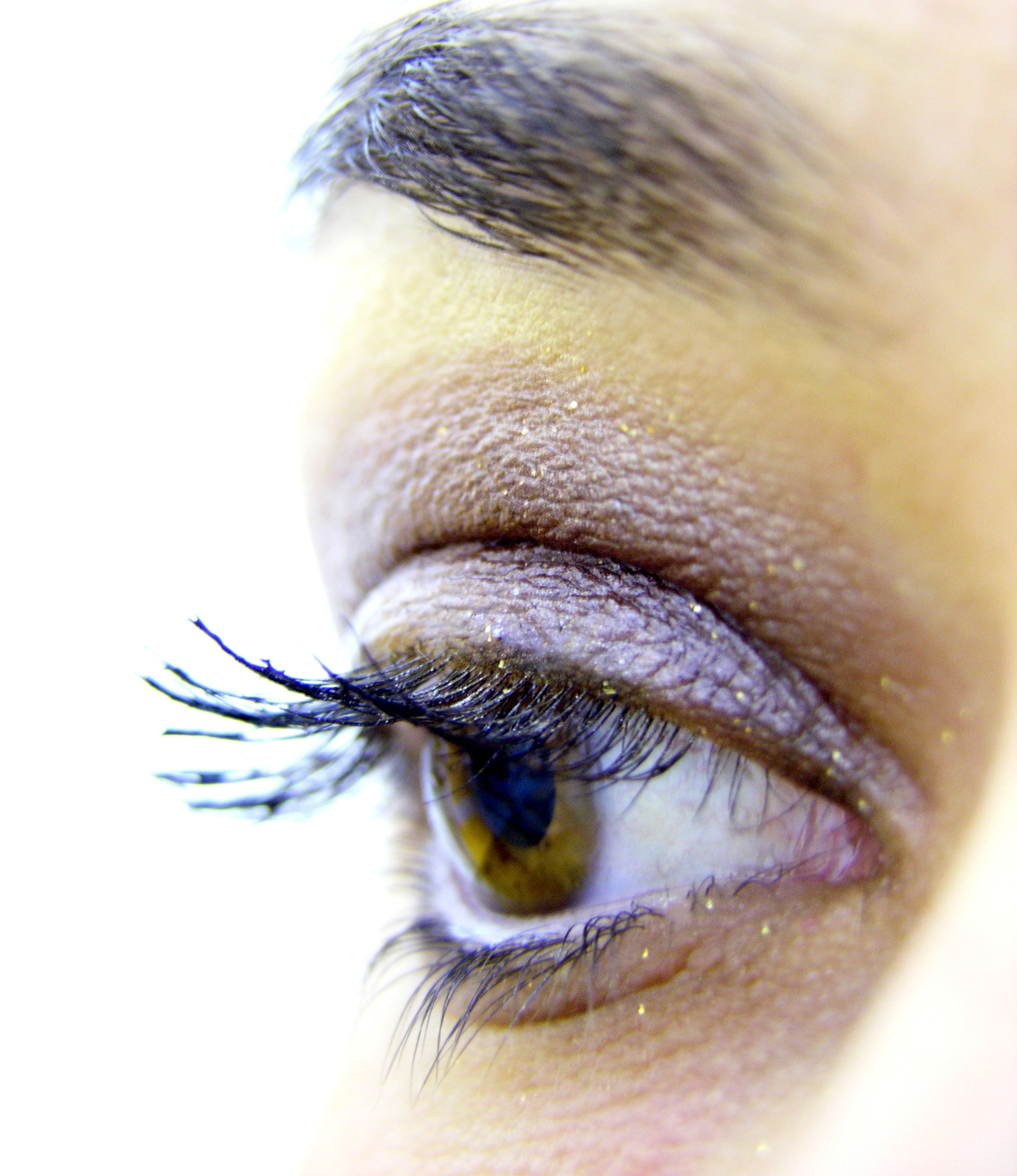
アイシャドー

アイシャドー（eye shadow）は、目の周囲、特にまぶたに陰影を付ける化粧法のこと。あるいはその化粧品。顔を立体的に見せる効果がある。油脂とロウを混ぜたクリームに香料、顔料などを混ぜて作る。

## 歴史
起源は古代エジプトと言われており、当時の絵画や彫刻に目の回りに彩色したものが残されている。この時代のものは単なる化粧ではなく魔よけ・虫除け・目の病気への対策であったとも言われている。古代エジプトのアイシャドーは孔雀石をすりつぶした青色の粉状のものをまぶたに塗るもので、ハエによる眼病の伝染を防ぐといった目的で用いられた。また、最初に使ったのがクレオパトラという説もある。
古代エジプトのこの風習は、ギリシャやローマ、さらにアラビアにも伝わった。しかし、西ヨーロッパには伝わらなかった。ヨーロッパで一般化するのは20世紀の半ば、すなわちほぼ現代になってからであり、メイクのポイントが口もとから目もとに移ってきてからとされる。
日本では魔よけとして目尻に赤く塗る赤土化粧に始まる。いわゆる現代のアイシャドーは西欧からの輸入であり、入ってきたのは明治頃とされる。だが当時はほとんど普及せず、女性一般に浸透したのは昭和に入ってからであった。元は夜にする化粧とされた。
現代では茶色、青、赤、紫、緑など様々な色が使われる。またパールやラメなどが配合されるなど、様々なタイプの質感がある。発色や持ちを良くするために、アイシャドーベースと呼ばれる下地を塗布してから使用することもある。ノーズシャドーという鼻に付ける物も存在する。

## 種類

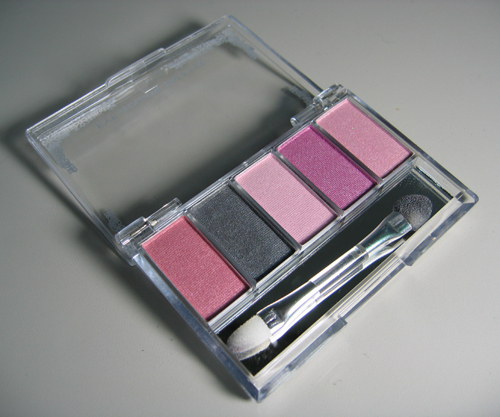
パウダータイプのパレット

パウダータイプ
サラサラの粉または粉を固めたケーキ状のもの。チップやブラシ、または指にとって使用する。1色だけ（単色）のものから2～4色以上入ったパレット状のものなど様々である。パレット状のものは、とくにまぶたの際に使用するいわゆる「締め色」と呼ばれる明度の低い濃い色と、まぶた全体にぼかして使用する明度の高い淡い色とが、それぞれ1色以上ずつ含まれていることが多い。このような色の濃淡の組み合わせやグラデーション効果で、立体感のある目もとが作りやすい。
クリーム（ムース）タイプ
ポットなどからチップ、または指にとって使用する。単色でもつや感を出すのに適している。
リキッドタイプ
小さいボトルもしくはチューブに入っているものが多い。内蔵のチップやブラシ、または指にとって使用する。単色でもつや感を出すのに適している。